# Головмох Нолтона
Головмох Нолтона (Bryum knowltonii) — вид мохів порядку головмохальних (Bryales).

## Поширення
Ареал охоплює такі частини світу: Європа, Північна Америка, Азія.
Населяє вологий ґрунт у аркто-альпійських регіонах; від низьких до високих (0–4000 метрів).

## Характеристика
Рослини в густих дернинах зелені чи жовто-зелені. Стебла 0.5–2(3) см. Листки зелені, злегка складчасті чи слабо викривлені чи зморщені в сухому стані, яйцеподібні, сильно увігнуті, 1–2(3) мм, дещо збільшені до верхівки стебла; краї вигнуті до середини листка; верхівка від гострої до тупої. Спеціалізоване нестатеве розмноження відсутнє. Коробочкові ніжки (2)3–4 см. Коробочка жовто-коричнева, від обернено-яйцеподібної до коротко-грушоподібної форми, симетрична, 2–3 мм, горловина червона. Спори (18)20–30 мкм, тонко-горбкуваті, блідо-жовті чи зелені.